# دن استیونز
دنیل جاناتان "دن" استیونز (انگلیسی: Daniel Jonathan "Dan" Stevens؛ زادهٔ ۱۰ اکتبر ۱۹۸۲) یک هنرپیشه اهل بریتانیا است که عمدتاً به‌خاطر بازی در فیلم‌های پینه‌دوز، مارشال، شب در موزه: راز مقبره، مهمان، دیو و دلبر، و ایفای نقشِ «متیو کرالی» در مجموعهٔ تلویزیونی دانتون ابی شناخته می‌شود.
دنیل استیونز در سال ۱۹۸۲ در کرویدون، لندن به دنیا آمد. والدینش معلم بودند. او در مدرسه تن‌بریج تحصیل کرد و در تئاتر جوانان بریتانیای کبیر به یادگیری بازیگری پرداخت. او در کالج امانوئل کمبریج ادبیات انگلیسی خواند و هنگامی که در حال تحصیل بود در چندین تئاتر درام دانشگاه بازی کرد. او در تئاتر «مکبث» ویلیام شکسپیر ساخته جامعه دراماتیک مارلو نقش اصلی را به عهده داشت. در اوت ۲۰۰۳، به اسلواکی سفر کرد جایی که صحنه‌ای از فیلم فرانکنشتاین را در آنجا فیلمبرداری کردند. مدتی کم پس از فارغ‌التحصیل شدن از دانشگاه برای بازی در نمایش «همان‌طور که دوست داری» نامزد دریافت جایزه ایان چارلزتون شد. این تئاتر که توسط پیتر هال کارگردانی می‌شد به خاطر موفقیتش در اوایل سال ۲۰۰۵ به تور دور آمریکا رفت.

## فیلم‌شناسی
| سال  | موضوع                 | نقش             | توضیحات |
| ---- | --------------------- | --------------- | --- |
| ۲۰۱۴ | شب در موزه: راز مقبره |                 | امتیاز IMDB از ۱۰ = ۶٬۴ مدت زمان = ۹۸ دقیقه کشور= ایالات متحده آمریکا زبان = انگلیسی هزینهٔ فیلم = ۱۲۷ میلیون دلار فروش گیشه = ۳۶۰ میلیون دلار     |
| ۲۰۱۴ | پینه‌دوز               |                 | امتیاز IMDB از ۱۰ = ۵٬۸ مدت زمان = ۹۸ دقیقه کشور= ایالات متحده آمریکا زبان = انگلیسی هزینهٔ فیلم = ۱۰ میلیون دلار فروش گیشه = ۲۴٬۰۰۰ دلار          |
| ۲۰۱۷ | مارشال                |                 | امتیاز IMDB از ۱۰ = ۷٬۱ مدت زمان = ۱۱۸ دقیقه کشور= ایالات متحده آمریکا زبان = انگلیسی هزینهٔ فیلم = ۱۲ میلیون دلار فروش گیشه = ۱۰ میلیون دلار      |
| ۲۰۱۷ | دیو و دلبر            | بازی در نقش دیو | امتیاز IMDB از ۱۰ = ۷٬۲ مدت زمان = ۱۲۹ دقیقه کشور= ایالات متحده آمریکا زبان = انگلیسی هزینهٔ فیلم = ۱۶۰ میلیون دلار فروش گیشه = ۱٬۲۶۳ میلیارد دلار |